# Christiane Ritter
Christiane Ritter, född Knoll 13 juli 1897 i Karlsbad i nuvarande Tjeckien, död 29 december 2000 i Wien i Österrike, var en österrikisk bokillustratör och författare. 
Christiane Ritter var dotter till en advokat. Hon utbildade sig till målare i München, Wien und Berlin och gifte sig vid 20 års ålder med marinofficeren Hermann Ritter (1891–1968). 
Paret övervintrade säsong 1934/1935 i en enslig hytta på Spetsbergen tillsammans med den norske fångstmannen Karl Nikolaisen (född omkring 1907) från Tromsø. Den låg på Gråhuken, den nordligaste punkten på Andréelandet på norra Spetsbergen, mellan Woodfjorden och Wijdefjorden. Hennes illustrerade bok om denna övervintring, Eine Frau erlebt die Polarnacht från 1938, har översatts till sju språk.